# فاطمة بنت عباس البغدادية
فاطمة بنت عباس بن أبي الفتح بن محمد الحنبلية البغدادية، كنيتها أم زينب، (وُلِدت ببغداد في القرن السابع الهجري - وتُوفيّت 9 ذو الحجة، 714 هـ بالظاهر، القاهرة)، شيخة ومفتية وواعظة وفقيهة على المذهب الحنبلي. لقبها العلماء بـ سيدة نساء زمانها، وكانت تلميذة لشيخ الإسلام ابن تيمية، من أهل بغداد وسكنت دمشق في شبابها، وعلى رأس القرن الثامن الهجري انتقلت إلى القاهرة حيثُ توفيت هناك.

## سيرتها
أصلها من بغداد ولا تُعرف سنة مولدها أو أي شيء عن حياتها المُبكرة. برزت كإحدى تلاميذ شيخ الإسلام ابن تيمية إذ كانت مهتمة بالفقه فتعلمته على يديه في دمشق حيثُ كانت تحضر مجلسه مع جملة التلاميذ وتسمع دروسه وتسأله عما يشكل عليها فيجيبها فاستفادت منه كثيراً، وكان ابن تيمية يستعد لها قبل كل درس بسبب كثرة أسئلتها ومسائلها في الدين والفقه وحسن سؤالاتها وسرعة فهمها. ونقل ابن كثير صاحب البداية والنهاية أن أستاذه ابن تيمية كان كثير الثناء عليها وعلى علمها.
إضافةً إلى ابن تيمية فقد تتلمذت على يد شمس الدين ابن أبي عُمر المقدسي فاتقنت الفقه إتقاناً بالغاً. وبرزت بين أهل العلم فرحل إليها التلامذة من كل ناحية للتعلم على يديها، وكانت تعلم النساء وتدرسهن وتحفظهن القرآن الكريم، وقد ختمت كثير من النساء القرآن من ضمنهن السيدة عائشة بنت صديق زوجة العالم المعروف المزي، وأيضًا حفظت القرآن وقرأته على ابنة المزي أمة الرحيم زينب التي كانت زوجة المؤرخ ابن كثير وقد ذكر ذلك بنفسه إذ قال: «وهي التي ختمت نساء كثيراً القرآن، منهن أم زوجتي عائشة بنت صديق، زوجة الشيخ جمال الدين المزي، وهي التي أقرأت ابنتها زوجتي أمة الرحيم زينب، رحمهن الله، وأكرمهن برحمته وجنته، آمين.»
إلى جانب فقهها وإفتاءها كانت واعظة تعظ النساء وتربيهن وتدعو إلى المعروف وتنهى عن المنكر، وتواجه الصوفية والباطنية وأي أحد ترى منه ابتداع في الدين، وكان في الشام ومصر فرقة صوفية تُدعى الأحمدية وقيل المحمدية كانوا يحللون الاختلاط بالنساء الأجنبيات عنهم ومؤاخاتهن والخلو بهن وبرؤيتهن بلا حجاب بكامل زينتهن وكانوا أيضًا يحللون مؤاخاة المردان فقامت عليهم وواجهتهم وأنكرت عليهم ذلك وأحوالهم عامة، فقال ابن كثير في ذلك عن شجاعتها: «وكانت من العالمات الفاضلات، تأمر بالمعروف، وتنهى عن المنكر، وتقوم على الأحمدية في مؤاخاتهم النساء والمردان، وتنكر أحوالهم وأحوال أهل البدع وغيرهم، وتفعل من ذلك ما لا يقدر عليه الرجال!»
وكانت تصعد على المنابر تخطب وتلقي الدروس وتعظ الناس وخصوصاً النساء، ويقول صلاح الدين الصفدي عن عظتها: «كانت تصعد المنبر وتعظ النساء، فينيب لوعظها، ويقلع من أساء، وانتفع بوعظها جماعة من النسوة، ورقت قلوبهن للطاعة بعد القسوة، كم أذرت عبرات، وأجرت عيوناً من الحسرات كأنها أيكية على فننها، وحمامة تصدح في أعلى غصنها...»
وكانت تحفظ أغلب كتاب المغني لابن قدامة الذي يعد من أكبر كتب الفقه في الإسلام وقد ذكر هذه المعلومة ابن تيمية الذي نقله ابن كثير عنه إذ قال: «وقد كانت تحضر مجلس الشيخ تقي الدين ابن تيمية، فاستفادت منه ذلك وغيره، وقد سمعتُ الشيخ تقي الدين يثني عليها، ويصفها بالفضيلة والعِلم، ويذكر عنها أنها كانت تستحضر كثيراً من "المغني" أو أكثره، وأنه كان يستعد لها من كثرة مسائلها، وحسن سؤالاتها، وسرعة فهمها...»
وقال عنها ابن حجر العسقلاني مادحاً علمها: «كان ابن تيمية يثني عليها ويتعجب من حرصها وذكائها، وانتفع بها نساء أهل دمشق لصدقها في وعظها وقناعتها ثم تحولت إلى القاهرة فحصل بها النفع وارتفع قدرها وبعد صيتها وكانت قد تفقهت عند المقادسة بالشيخ ابن أبي عمر وغيره وقلَّ من أنجب من النساء مثلها...»، وقال ابن رجب الحنبلي: «أخذت عَن: الشيخ شمس الدين بْن أَبِي عُمَر حَتَّى برعت. كانت إذا أشكل عَلَيها أمر سألت ابن تيمية عَنهُ فيفتيها، ويتعجب منها، ومن فهمها، ويبالغ في الثناء عَلَيهَا.»
في رأس القرن الثامن الهجري أي بداياته انتقلت إلى القاهرة في مصر من الشام، وهُناك نبغت واشتهرت أكثر، وكان هُناك رباط قامت ببنائه الأميرة المملوكية تذكارياي خاتون بنت الملك الظاهر بيبرس في عام 684 هـ، والرباط هو أشبه اليوم بما يكون الملجأ والمأوى الذي يأوي إليه الفقراء والمساكين والمسافرين وأبناء السبيل ومن لا يملك مكاناً للعيش فيه فيبقى فيه متى شاء، وكان بهذا الرباط أو المأوى مكان للنساء ومكان للرجال، وفي مكان النساء كان يوجد دائماً شيخة تعظ النساء وتذكرهن بالله وتفقههن وتعلمهن الدين فلمّا أتت فاطمة للقاهرة أصبحت شيخة هذا الرباط فانتفع بها الكثير من النساء وتعلمن على يديها، ويقول تقي الدين المقريزي عن وعظها في هذا الرباط: «انتفع بها كثير من نساء دمشق ومصر، وكان لها قبول زائد ووقع في النفوس...»، وبسبب تأثيرها في هذا الملجأ أو الرباط تمَّ تسميته على اسمها إذ أُطلِق عليه «رباط البغدادية» ومن بعدها أصبح عادة أن تُسمى شيخة الرباط بـ «البغدادية» عليها أيضًا. وقال صلاح الدين الصفدي: «انصلح بها جماعة نساء في دمشق وبصدقها في وعظها وتذكيرها وقناعتها، تحولت بعد السبع مئة إلى مصر، وانتفع بها في مصر من النساء جماعة، وبعد صيتها...»
وقال ابن حجر العسقلاني في فقهها: «كانت تدري الفقه جيداً»، أما صلاح الدين الصفدي فقد قال: «وكانت تدري الفقه وغوامضه الدقيقة، ومسائله العويصة، التي تدور مباحثها بين المجاز والحقيقة. وكان ابن تيمية رحمه الله تعالى يتعجب من عملها، ويثني على ذكائها وخشوعها وبكائها.»، وقد زارها الإمام الذهبي مرة وقابلها ويقول عنها: «انتفع بها خلقٌ من النساء وتابوا. وكانت وافرة العلم، قانعة باليسير، حريصة على النفع والتذكير، ذات إخلاص وخشية وأمر بالمعروف. انصلح بها نساء دمشق ثم نساء مصر. وكان لها قبول زايد ووقع في النفوس رحمها الله، زرتها مرة.»
وقد كان لها مع الفقيه والشاعر الشافعي صدر الدين بن الوكيل عدة مجادلات ومسائل فقهية تخص الحيض، ثم قالت لصدر الدين: «أنت تدري هذا علماً، وأنا أدريه علماً وعملاً!  »، ويقول صلاح الدين الصفدي عن أمرها مع صدر الدين: «وبحثت مع الشيخ صدر الدين بن الوكيل في الحيض وراجت، وزخرت بحور علومها وماجت..»، ثُمّ أعقب بكلامه مُتعجباً من علمها: «فلو عاينتها لقربت من الشيخ تقي الدين في تفضيلها. ولن أقصيه، وقلت له (يقصد ابن تيمية): هذه التي يصح أن يُقال عنها: «إنها بأربع أخصية، لأنها مونثة قد تفردت بالتذكير، وعارفة لم يدخل على معرفتها تنكير!»، ولم تزل على طريق سداد واعتداد من الازدياد إلى أن فطم من الحياة رضاعها، وآن من الدنيا ارتجاعها.» 
ترجم لها العديد من العلماء، منهم؛ صلاح الدين الصفدي في كتابه أعيان العصر وأعوان النصر، وتقي الدين المقريزي في كتابه المواعظ والاعتبار في ذكر الخطط والآثار، وابن كثير في كتابه البداية والنهاية، والذهبي في كتابه العبر في خبر من غبر، وابن حجر العسقلاني في كتابه الدرر الكامنة في أعيان المئة الثامنة، وابن رجب الحنبلي في كتابه الذيل على طبقات الحنابلة، ومحمد إسماعيل المقدم في كتابه عودة الحجاب، وغيرهم.
كانت فاطمة معروفة بعبادتها وصلاحها وزهدها، وقد أثنى عليها العلماء كثيراً ولقبها تقي الدين المقريزي والذهبي بـ «سيدة نساء زمانها» إذ قال المقريزي عنها: «الشيخة الصالحة سيدة نساء زمانها أمّ زينب فاطمة بنت عباس البغدادية...»، وفي موضع آخر قال: «وقد أنافت على الثمانين، وكانت فقيهة وافرة العلم، زاهدة قانعة باليسير، عابدة واعظة حريصة على النفع والتذكير، ذات إخلاص وخشية، وأمر بالمعروف، انتفع بها كثير من نساء دمشق ومصر، وكان لها قبول زائد ووقع في النفوس، وصار بعدها كلّ من قام بمشيخة هذا الرباط من النساء يقال لها البغدادية...»، أما الذهبي فقال: «العالمة الفقيهة الزاهدة القانتة سيدة نساء زمانها الواعظة أم زينب فاطمة بنت عباس البغدادي الشيخة...»
وقال ابن كثير: «الشيخة الصالحة العابدة الناسكة أم زينب فاطمة بنت عباس بن أبي الفتح بن محمد البغدادية...»، ووصفها ابن رجب الحنبلي: «الواعظة، الزاهدة، العَبّادة، الشيخة، الفقيهة، العالمة، المُسنِدة، المفتية، الخائفة، الخاشعة، السيدة، القانتة، المُرابطة، المتواضعة، الدينّة، العفيفة، الخيّرة، الصالحة، المتقنة، المحققة، الكاملة، الفاضلة، المتفننة، البغدادية الواحدة فِي عصرها والفريدة فِي دهرها المقصودة فِي كُل ناحية كانت جليلة القدر، وافرة العلم، تسأل عَن دقائق المسائل، وتتقن الفقه إتقانًا بالغًا...»، وأضاف ابن رجب الحنبلي في موضع آخر: «وكانت مجتهدة، صوامة، قوامة، قوالة بالحق، خشنة العيش، قانعة باليسير، آمرة بالمعروف، ناهية عَنِ المنكر، انتفع بِهَا خلق كثير، وعلا صيتها، وارتفع محلها...رحمها اللَّه تَعَالَى، ورضي عَنْهَا، آمين.»، وقال عنها صلاح الدين الصفدي: «الشيخة المفتية الفقيهة العالمة الزاهدة العابدة، أم زينب البغدادية الحنبلية الواعظة.»
ولديها ابنة اسمها زينب اقتدت بأمها فأصبحت واعظة وخطيبة تعظ وتخطب النساء. عمرت وطال عمرها فلم تتوفي إلا وهي بأوساط الثمانينات من عمرها في يوم عرفة 9 ذو الحجة عام 714 هـ بحي الظاهر في القاهرة بِمصر. وحسب الذهبي وابن كثير فقد حضر جنازتها وشيعها خلق كثيرٌ.